# Lista de desenvolvedoras de jogos indie
Lista de desenvolvedoras de jogos eletrônicos independentes, indivíduos únicos ou equipes pequenas que produzem jogos indie, e que não possuem o financiamento equivalente de uma publicadora de jogos eletrônicos, ou que não fazem parte de um grupo de publicadoras. Os independentes retém controle operacional sob suas organizações e processos.

## Desenvolvedores
| Ativo                     |
| Extinto ou não mais ativo |
| Status indeterminado      |

Existem milhares de estúdios independentes de desenvolvimento de jogos eletrônicos que ou publicam seus próprios títulos, ou entram em acordos de co-desenvolvimento ou licenciamento com publicadoras. Essa lista inclui somente desenvolvedores notáveis com jogos notáveis.
| Desenvolvedor                                 | Cidade                                                               | Área autônoma             | País                                                | Jogos notáveis | Notas                                              |  |
| --------------------------------------------- | -------------------------------------------------------------------- | ------------------------- | --------------------------------------------------- | --- | -------------------------------------------------- |  |
| 2D Boy                                        | São Francisco                                                        | Califórnia                | Estados Unidos                                      | World of Goo | [ 2 ]                                              |  |
| 3G Studios                                    | Reno                                                                 | Nevada                    | Estados Unidos                                      | The Dating Game SKATE or DIE Jillian Michaels' Fitness Ultimatum 2009 Rock Band (com Harmonix)                                                                                            |                                                    |  |
| 4D Rulers                                     | Beatrice                                                             | Nebraska                  | Estados Unidos                                      | Gore: Ultimate Soldier Secret Service 2 Patriots: A Nation Under Fire |                                                    |  |
| 4Kids Games                                   |                                                                      |                           | Eslováquia                                          | Ancient Trader |                                                    |  |
| 5Ants                                         | Barcelona                                                            |                           | Espanha                                             | Tiny Thief |                                                    |  |
| 11 bit studios                                | Varsóvia                                                             |                           | Polônia                                             | Anomaly |                                                    |  |
| About Fun                                     | Praga                                                                |                           | República Checa                                     | Mega Dead Pixel WarFriends |                                                    |  |
| ACE Team                                      | Santiago                                                             | Santiago                  | Chile                                               | Zeno Clash Rock of Ages |                                                    |  |
| Acid Nerve                                    | Manchester                                                           |                           | Reino Unido (Inglaterra)                            | Titan Souls |                                                    |  |
| Aldorlea Games                                |                                                                      |                           | França                                              | Laxius Force |                                                    |  |
| Alec Holowka                                  | Winnipeg                                                             | Manitoba                  | Canadá                                              | Crayon Physics Deluxe I'm O.K – A Murder Simulator Aquaria |                                                    |  |
| Alientrap                                     | Saskatoon                                                            | Saskatchewan              | Canadá                                              | Capsized Apotheon |                                                    |  |
| Almost Human                                  | Espoo                                                                |                           | Finlândia                                           | Legend of Grimrock Legend of Grimrock II |                                                    |  |
| Amanita Design                                | Brno                                                                 |                           | República Checa                                     | Série Samorost Machinarium Botanicula |                                                    |  |
| Amaranth Games                                |                                                                      |                           |                                                     | Aveyond Aveyond 2 |                                                    |  |
| Ambrosia Software                             | Rochester                                                            | Nova Iorque               | Estados Unidos                                      | Série Escape Velocity |                                                    |  |
| Amplitude Studios                             | Paris                                                                | Ilha de França            | França                                              | Endless Space Endless Legend Dungeon of the Endless |                                                    |  |
| AmnesiaGames                                  | Santiago                                                             |                           | Chile                                               | Ninja Joe |                                                    |  |
| Ankama Games                                  | Roubaix                                                              |                           | França                                              | Dofus | Denton Designs                                     |  |
| Anna Anthropy                                 | Oakland                                                              | Califórnia                | Estados Unidos                                      | Dys4ia Mighty Jill Off |                                                    |  |
| Arrowhead Game Studios                        | Stockholm                                                            |                           | Suécia                                              | Magicka Helldivers |                                                    |  |
| Artix Entertainment                           | Land O' Lakes                                                        | Florida                   | Estados Unidos                                      | AdventureQuest DragonFable MechQuest AdventureQuest Worlds WarpForce EpicDuel HeroSmash                                                                                                   |                                                    |  |
| Asteroid Base                                 | Toronto                                                              | Ontario                   | Canadá                                              | Lovers in a Dangerous Spacetime |                                                    |  |
| Atomic Motion                                 | Budapest                                                             |                           | Hungria                                             | Raven Squad: Operation Hidden Dagger |                                                    |  |
| Aventurine SA                                 | Athens                                                               |                           | Grécia                                              | Darkfall Online |                                                    |  |
| Badfly Interactive                            |                                                                      |                           | República Checa                                     | Dead Effect |                                                    |  |
| Babaroga                                      | Chicago                                                              | Illinois                  | Estados Unidos                                      | Spore Origins Zombies!!! |                                                    |  |
| Basilisk Games                                | Indianapolis                                                         | Indiana                   | Estados Unidos                                      | Eschalon series |                                                    |  |
| BeautiFun Games                               | Sabadell                                                             |                           | Espanha                                             | Nihilumbra |                                                    |  |
| BeerDeer Games                                | Praga                                                                |                           | República Checa                                     | Nyrthos |                                                    |  |
| The Behemoth                                  | San Diego                                                            | Califórnia                | Estados Unidos                                      | Alien Hominid Castle Crashers BattleBlock Theater |                                                    |  |
| Behold Studios                                | Brasilia                                                             |                           | Brazil                                              | Knights of Pen & Paper Chroma Squad |                                                    |  |
| Benjamin Rivers                               | Toronto                                                              | Ontario                   | Canadá                                              | Drunken Rampage The Ascent SNOW |                                                    |  |
| Big Finish Games                              | Salt Lake City                                                       | Utah                      | Estados Unidos                                      | Three Cards to Midnight |                                                    |  |
| Bit Blot                                      |                                                                      |                           | Canadá                                              | Aquaria |                                                    |  |
| Bombservice                                   |                                                                      |                           |                                                     | Momodora (series) |                                                    |  |
| Black Market Games                            | Derry                                                                |                           | Reino Unido (Irlanda do Norte)                      | Dead Hungry Diner |                                                    |  |
| Black Shell Games                             | São Francisco                                                        | Califórnia                | Estados Unidos                                      | SanctuaryRPG Overture |                                                    |  |
| Blazing Griffin                               | Edinburgh                                                            |                           | Reino Unido (Escócia)                               | The Ship: Murder Party Distant Star: Revenant Fleet |                                                    |  |
| Blitz Games Studios                           | Warwickshire                                                         |                           | Reino Unido (Inglaterra)                            | Powerup Forever Droplitz Invincible Tiger: The Legend of Han Tao Encleverment Experiment                                                                                                  |                                                    |  |
| Blossomsoft                                   | Quebec City                                                          | Quebec                    | Canadá                                              | Eternal Eden |                                                    |  |
| Blue Fang Games                               | Waltham                                                              | Massachusetts             | Estados Unidos                                      | Zoo Tycoon series |                                                    |  |
| BlueGiant Interactive                         | Hyderabad                                                            |                           | Índia                                               | APOX |                                                    |  |
| Bohemia Interactive Studio                    | Praga                                                                |                           | República Checa                                     | Operation Flashpoint: Cold War Crisis ArmA: Armed Assault Take On Mars DayZ |                                                    |  |
| Boomzap Entertainment                         | Singapore                                                            |                           | Singapura                                           | Awakening: The Dreamless Castle Jewels of Cleopatra |                                                    |  |
| Bootdisk Revolution                           | Toronto                                                              | Ontario                   | Canadá                                              | Bleed |                                                    |  |
| Bplus                                         | Viena                                                                |                           | Austria                                             | Plättchen Twist 'n' Paint |                                                    |  |
| Brace Yourself Games                          | Vancouver                                                            | British Columbia          | Canadá                                              | Crypt of the Necrodancer |                                                    |  |
| Brawsomes                                     |                                                                      |                           | Estados Unidos                                      | Jolly Rover |                                                    |  |
| Broken Rules                                  | Viena                                                                |                           | Áustria                                             | And Yet It Moves Secrets of Rætikon |                                                    |  |
| Bubble Gum Interactive                        | Sydney                                                               |                           | Austrália                                           | Little Space Heroes |                                                    |  |
| Buddy Cops, LLC                               |                                                                      |                           | Estados Unidos                                      | OmniBus |                                                    |  |
| Capybara Games                                | Toronto                                                              | Ontario                   | Canadá                                              | Superbrothers: Sword & Sworcery EP Critter Crunch Might & Magic: Clash of Heroes Super Time Force                                                                                         |                                                    |  |
| Caravel Games                                 |                                                                      |                           | Estados Unidos                                      | Deadly Rooms of Death |                                                    |  |
| Castle Thorn Software LLC                     | Hamilton                                                             | Montana                   | Estados Unidos                                      | StarQuest Online |                                                    |  |
| Cellar Door Games                             | Toronto                                                              | Ontario                   | Canadá                                              | Rogue Legacy |                                                    |  |
| CBE Software                                  | Brno                                                                 |                           | República Checa                                     | J.U.L.I.A. J.U.L.I.A. Among the Stars |                                                    |  |
| CCP Games                                     | Reykjavík                                                            |                           | Iceland                                             | Eve Online |                                                    |  |
| Chedburn Networks Limited                     | Bristol                                                              |                           | Reino Unido (Inglaterra)                            | Torn |                                                    |  |
| The Chinese Room                              | Brighton                                                             |                           | Reino Unido (Inglaterra)                            | Dear Esther Amnesia: A Machine for Pigs |                                                    |  |
| Christine Love                                | Toronto                                                              | Ontario                   | Canadá                                              | Digital: A Love Story don't take it personally, babe, it just ain't your story Analogue: A Hate Story                                                                                     |                                                    |  |
| Christopher Howard Wolf                       | Rocky Point                                                          | North Carolina            | Estados Unidos                                      | DragonSpires Hell Rising I'm O.K – A Murder Simulator |                                                    |  |
| Chronic Logic                                 | Santa Cruz                                                           | Califórnia                | Estados Unidos                                      | Bridge Builder Gish |                                                    |  |
| Cinemax                                       | Praga                                                                |                           | República Checa                                     | Numen: Contest of Heroes Gumboy: Crazy Adventures Inquisitor |                                                    |  |
| Citérémis                                     | Sherbrooke                                                           | Québec                    | Canadá                                              | Aztaka |                                                    |  |
| Cliffhanger Productions                       | Viena                                                                |                           | Austria                                             | Ærena Shadowrun Online |                                                    |  |
| ClockStone Software                           | Innsbruck                                                            | Tyrol                     | Austria                                             | Avencast: Rise of the Mage |                                                    |  |
| Cloud Imperium Games                          | Los Angeles                                                          | Califórnia                | Estados Unidos                                      | Star Citizen |                                                    |  |
| cly5m                                         |                                                                      |                           | Estados Unidos                                      | Seiklus |                                                    |  |
| Coffee Powered Machine                        |                                                                      |                           | Uruguai                                             | Okhlos |                                                    |  |
| Coffee Stain Studios                          | Skövde                                                               |                           | Suécia                                              | Goat Simulator Sanctum series |                                                    |  |
| ColdWood Interactive                          | Uma                                                                  |                           | Suécia                                              | The Fight: Lights Out |                                                    |  |
| Comcept                                       | Tokyo and Osaka                                                      |                           | Japão                                               | Mighty No. 9 | Fundado por Keiji Inafune                          |  |
| Cardboard Computer                            |                                                                      |                           |                                                     | Kentucky Route Zero |                                                    |  |
| Compulsion Games                              | Montreal                                                             | Quebec                    | Canadá                                              | Contrast We Happy Few |                                                    |  |
| Craneballs Studio                             | Ostrava                                                              |                           | República Checa                                     | Fish Heroes |                                                    |  |
| Crazy Viking Studios                          | Kirkland                                                             | Washington                | Estados Unidos                                      | Volgarr the Viking |                                                    |  |
| Crocodile Entertainment                       |                                                                      |                           | Espanha                                             | Zack Zero |                                                    |  |
| Croteam                                       | Zagreb                                                               |                           | Croácia                                             | Football Glory Serious Sam series The Talos Principle |                                                    |  |
| Crytek Black Sea (formerly Black Sea Studios) | Sofia                                                                |                           | Bulgaria                                            | Knights of Honor WorldShift |                                                    |  |
| Curve Digital                                 | London                                                               |                           | Reino Unido (Inglaterra)                            | Fluidity series Stealth Inc. series |                                                    |  |
| Cypronia (formerly Cypron Studios)            | Michalovce                                                           |                           | Eslováquia                                          | State of War Gods: Lands of Infinity |                                                    |  |
| Daedalic Entertainment                        | Hamburg                                                              |                           | Alemanha                                            | Edna & Harvey series The Whispered World Deponia series The Dark Eye series Journey of a Roach The Night of the Rabbit Anna's Quest Fire 1954: Alcatraz                                   |                                                    |  |
| Dark Water Studios                            | Derry                                                                | Northern Ireland          | Reino Unido                                         | Dogfighter |                                                    |  |
| Datcroft Games                                | London                                                               | Inglaterra                | Reino Unido                                         | Fragoria |                                                    |  |
| Daniel Benmergui                              | Buenos Aires                                                         |                           | Argentina                                           | Today I Die I Wish I Were The Moon Storyteller |                                                    |  |
| Davilex Games                                 | Houten                                                               | Utrecht                   | Países Baixos                                       | A2 Racer |                                                    |  |
| Deceased Pixel                                |                                                                      |                           |                                                     | Super Mega Worm Snake HD Recess Riot |                                                    |  |
| Humble Hearts                                 |                                                                      |                           | Estados Unidos                                      | Dust: An Elysian Tail |                                                    |  |
| Defiant Development                           | Brisbane                                                             | Queensland                | Australia                                           | Hand of Fate |                                                    |  |
| Dejobaan Games                                | Boston                                                               | Massachusetts             | Estados Unidos                                      | AaaaaAAaaaAAAaaAAAAaAAAAA!!! – A Reckless Disregard for Gravity The Wonderful End of the World                                                                                            |                                                    |  |
| Dennaton Games                                |                                                                      |                           | Suécia                                              | Hotline Miami Hotline Miami 2: Wrong Number |                                                    |  |
| Derek Smart (3000AD.com)                      | Fort Lauderdale                                                      | Florida                   | Estados Unidos                                      | Battlecruiser 3000AD Universal Combat |                                                    |  |
| Derek Yu                                      | Pasadena                                                             | Califórnia                | Estados Unidos                                      | I'm O.K – A Murder Simulator Aquaria Spelunky Eternal Daughter |                                                    |  |
| Digital Eel                                   | Seattle                                                              | Washington                | Estados Unidos                                      | Weird Worlds: Return to Infinite Space Strange Adventures In Infinite Space |                                                    |  |
| Digital Happiness                             | Bandung                                                              | West Java                 | Indonésia                                           | Dreadout Hallway Raid |                                                    |  |
| Disco Pixel                                   | Boston                                                               | Massachusetts             | Estados Unidos                                      | Jungle Rumble |                                                    |  |
| Dodge Roll                                    | Washington, DC                                                       |                           | Estados Unidos                                      | Enter the Gungeon |                                                    |  |
| Donsoft Entertainment                         |                                                                      |                           | Brasil                                              | Capoeira Legends |                                                    |  |
| Double Fine Productions                       | São Francisco, Califórnia\|São Francisco (Califórnia)\|São Francisco | Califórnia                | Estados Unidos                                      | Broken Age Brütal Legend Costume Quest Double Fine Happy Action Theater Psychonauts Stacking Headlander                                                                                   |                                                    |  |
| Dovogame                                      |                                                                      |                           | Estados Unidos                                      | Business Tycoon Online |                                                    |  |
| D-Pad Studio                                  | Bergen                                                               |                           | Noruega                                             | Owlboy |                                                    |  |
| Dreadlocks Ltd                                | Praga                                                                |                           | República Checa                                     | Rune Legend Dex |                                                    |  |
| DrinkBox Studios                              | Toronto                                                              | Ontario                   | Canadá                                              | Tales From Space: Mutant Blobs Attack Guacamelee! Severed |                                                    |  |
| Dynamighty                                    | São Francisco                                                        | Califórnia                | Estados Unidos                                      | CounterSpy |                                                    |  |
| Edmund McMillen                               | Santa Cruz                                                           | Califórnia                | Estados Unidos                                      | Gish Super Meat Boy Aether Spewer The Binding of Isaac - The Binding of Isaac: Rebirth |                                                    |  |
| Egor Rezenov                                  |                                                                      |                           | Rússia                                              | Fibrillation |                                                    |  |
| eeGon Games                                   | Praga                                                                |                           | República Checa                                     | TurtleStrike |                                                    |  |
| Elev8 Games                                   | Nova Deli                                                            | Deli                      | Índia                                               | Lost in Paradise |                                                    |  |
| Elite Gudz                                    | New York                                                             | New York                  | Estados Unidos                                      | Techno Kitten Adventure |                                                    |  |
| Elixir Studios                                | London                                                               | Inglaterra                | Reino Unido                                         | Republic: The Revolution Evil Genius |                                                    |  |
| Erik Svedäng                                  |                                                                      |                           | Suécia                                              | Blueberry Garden |                                                    |  |
| Ethereal Darkness Interactive                 | Northampton                                                          | Massachusetts             | Estados Unidos                                      | Morning's Wrath The Lost City of Malathedra STATIC - Investigator Training |                                                    |  |
| Eurocom                                       | Derby                                                                |                           | Reino Unido                                         | Sphinx and the Cursed Mummy Batman Begins Pirates of the Caribbean: At World's End Vancouver 2010: The Official Videogame of the Winter Olympic Games GoldenEye 007                       |                                                    |  |
| Evony, LLC                                    | Guangzhou                                                            |                           | China                                               | Evony: Age I |                                                    |  |
| Exotypos                                      |                                                                      |                           | Rússia                                              | X Motor Racing |                                                    |  |
| Extend Interactive                            | Bangkok                                                              |                           | Tailândia                                           | A.R.E.S.: Extinction Agenda |                                                    |  |
| Evertried                                     |                                                                      |                           | Brasil                                              | Evertried |                                                    |  |
| Eyebrow Interactive                           |                                                                      |                           | Estados Unidos                                      | Closure |                                                    |  |
| Facepalm Games                                | Helsinki                                                             |                           | Finlândia                                           | The Swapper |                                                    |  |
| Facepunch Studios                             | Walsall                                                              |                           | Reino Unido (Inglaterra)                            | Garry's Mod Rust |                                                    |  |
| FarmerGnome                                   |                                                                      |                           | Austrália and Nova Zelândia                         | A Fistful of Gun |                                                    |  |
| Ferry Halim                                   | Fresno                                                               | Califórnia                | Estados Unidos                                      | Orisinal Games |                                                    |  |
| FiolaSoft Studio                              | Praga                                                                |                           | República Checa                                     | PacIn: Revenge of Nermesssis Blackhole |                                                    |  |
| Fictiorama                                    | Madrid                                                               | Comunidad de Madrid       | Espanha                                             | Dead Synchronicity |                                                    |  |
| Fiddlesticks Games                            | London                                                               |                           | Reino Unido (Inglaterra)                            | Hue |                                                    |  |
| Firefly Studios                               | London                                                               |                           | Reino Unido (Inglaterra)                            | Stronghold Stronghold 2 Space Colony Stronghold 3 Dungeon Hero Civ City: Rome Stronghold Kingdoms                                                                                         |                                                    |  |
| Fishcow Studios                               | Košice                                                               | Košice Region             | Eslováquia                                          | Gomo |                                                    |  |
| Flashbang Studios                             | Tempe                                                                | Arizona                   | Estados Unidos                                      | Off-Road Velociraptor Safari |                                                    |  |
| Flying Lab Software                           | Seattle                                                              | Washington                | Estados Unidos                                      | Rails Across America Pirates of the Burning Sea |                                                    |  |
| Flying Wild Hog                               | Varsóvia                                                             |                           | Polônia                                             | Hard Reset Shadow Warrior series |                                                    |  |
| Freebird Games                                | Markham                                                              | Ontario                   | Canadá                                              | To the Moon |                                                    |  |
| Free Lives                                    |                                                                      |                           | África do Sul                                       | Broforce |                                                    |  |
| Frictional Games                              | Helsingborg                                                          |                           | Suécia                                              | Penumbra series Amnesia: The Dark Descent |                                                    |  |
| Frima                                         | Quebec City                                                          | Quebec                    | Canadá                                              | Chariot Nun Attack Lightbringers Zombie Tycoon A Space Shooter CosmoCamp |                                                    |  |
| Frogwares                                     | Kiev                                                                 |                           | Ucrânia                                             | Journey to the Center of the Earth Sherlock Holmes: Secret of the Silver Earring Sherlock Holmes: The Awakened Dracula: Origin                                                            |                                                    |  |
| Frontier Developments                         | Cambridge                                                            | Inglaterra                | Reino Unido                                         | Frontier: Elite II LostWinds LostWinds: Winter of the Melodias |                                                    |  |
| The Fullbright Company                        | Portland                                                             | Oregon                    | Estados Unidos                                      | Gone Home |                                                    |  |
| GameLab                                       |                                                                      |                           | Estados Unidos                                      | Diner Dash |                                                    |  |
| Games Distillery                              | Bratislava                                                           | Bratislava Region         | Eslováquia                                          | Aqua |                                                    |  |
| Gaijin Games                                  | Santa Cruz                                                           | Califórnia                | Estados Unidos                                      | Bit.Trip series |                                                    |  |
| Galactic Cafe                                 |                                                                      |                           |                                                     | The Stanley Parable |                                                    |  |
| Galassia Studios                              | Lahore                                                               |                           | Paquistão                                           | Mad Moto Racer |                                                    |  |
| GalaxyTrail                                   |                                                                      |                           |                                                     | Freedom Planet |                                                    |  |
| GarageGames                                   | Eugene                                                               | Oregon                    | Estados Unidos                                      | Marble Blast Ultra Zap! |                                                    |  |
| GEARS Studio                                  | Hanoi                                                                |                           | Vietnam                                             | Flappy Bird |                                                    |  |
| Giant Squid                                   | Santa Monica                                                         | Califórnia                | Estados Unidos                                      | Abzû |                                                    |  |
| Gogii Games                                   | Moncton                                                              | New Brunswick             | Canadá                                              | Princess Isabella: A Witch's Curse Escape the Museum |                                                    |  |
| GR3 Project                                   |                                                                      |                           | Japão                                               | La-Mulana |                                                    |  |
| Grey Alien Games                              | Vancouver                                                            | British Columbia          | Canadá                                              | Fairway Solitaire |                                                    |  |
| Grip Digital                                  | Praga                                                                |                           | República Checa                                     | Atomic Ninjas The Solus Project |                                                    |  |
| Guild Software                                | Milwaukee                                                            | Wisconsin                 | Estados Unidos                                      | Vendetta Online |                                                    |  |
| Haemimont Games                               | Sofia                                                                |                           | Bulgária                                            | Tropico 3 Tzar: Burden of the Crown |                                                    |  |
| Halfbrick Studios                             | Brisbane                                                             | Queensland                | Australia                                           | Fruit Ninja Jetpack Joyride |                                                    |  |
| Hanako Games                                  |                                                                      |                           | Reino Unido                                         | Cute Knight Fatal Hearts |                                                    |  |
| Hangonit                                      | Brno                                                                 |                           | República Checa                                     | Rememoried |                                                    |  |
| Haruneko                                      |                                                                      |                           | Itália                                              | Amazing Princess Sarah Akane the Kunoichi |                                                    |  |
| Heart Machine                                 | Los Angeles                                                          | Califórnia                | Estados Unidos                                      | Hyper Light Drifter |                                                    |  |
| Hello Games                                   | Guildford                                                            | Inglaterra                | Reino Unido                                         | Joe Danger series No Man's Sky |                                                    |  |
| Hemisphere Games                              |                                                                      |                           | Estados Unidos                                      | Osmos |                                                    |  |
| Hexage                                        | Mníšek pod Brdy                                                      |                           | República Checa                                     | Reaper: Tale of a Pale Swordsman Radiant Defense Redcon |                                                    |  |
| Hidden Path Entertainment                     | Bellevue                                                             | Washington                | Estados Unidos                                      | Defense Grid: The Awakening Defense Grid 2 |                                                    |  |
| Himalaya Studios                              | Chandler                                                             | Arizona                   | Estados Unidos                                      | Al Emmo and the Lost Dutchman's Mine |                                                    |  |
| Honeyslug                                     | London                                                               |                           | Reino Unido (Inglaterra)                            | Hohokum Super Exploding Zoo Frobisher Says |                                                    |  |
| Hoplon Infotainment                           | Florianópolis                                                        | Florianópolis             | Brasil                                              | Heavy Metal Machines | Developer and Publisher                            |  |
| Hyperbolic Magnetism                          | Praga                                                                |                           | República Checa                                     | Lums: The Game of Light and Shadows |                                                    |  |
| Ice-Pick Lodge                                | Moscou                                                               |                           | Rússia                                              | Pathologic The Void |                                                    |  |
| Image & Form                                  | Gotemburgo                                                           |                           | Suécia                                              | SteamWorld series Anthill |                                                    |  |
| Indomitus Games                               |                                                                      |                           | Itália                                              | In Verbis Virtus |                                                    |  |
| Inti Creates                                  | Ichikawa, Chiba                                                      |                           | Japão                                               | Mega Man Zero series Mega Man ZX series Azure Striker Gunvolt series | Developer/Publisher, formed by ex-Capcom staff     |  |
| Introversion Software                         |                                                                      |                           | Reino Unido                                         | Uplink Darwinia DEFCON Subversion (development has stopped temporarily) Multiwinia Prison Architect                                                                                       |                                                    |  |
| Invictus Games                                | Debrecen                                                             |                           | Hungria                                             | Project Torque |                                                    |  |
| Ironhide Game Studio                          |                                                                      |                           | Uruguai                                             | Kingdom Rush series |                                                    |  |
| Iron Tower Studio                             | Toronto                                                              |                           | Canadá                                              | Age of Decadence |                                                    |  |
| Irrgheist                                     |                                                                      |                           | Alemanha                                            | H-Craft Championship |                                                    |  |
| Jagex                                         | Cambridge                                                            | Inglaterra                | Reino Unido                                         | RuneScape Ace of Spades |                                                    |  |
| Jason Rohrer                                  | Potsdam                                                              | New York                  | Estados Unidos                                      | Passage Gravitation Between |                                                    |  |
| A Jolly Corpse                                |                                                                      |                           | Estados Unidos                                      | Dropsy |                                                    |  |
| Jonas Kyratzes                                | Wiesbaden                                                            |                           | Alemanha                                            | The Museum of Broken Memories The Strange and Somewhat Sinister Tale of the House at Desert Bridge                                                                                        |                                                    |  |
| Jonatan "Cactus" Söderström                   | Gothenburg                                                           |                           | Suécia                                              | Clean Asia! |                                                    |  |
| Jph Wacheski                                  | Ottawa                                                               | Ontario                   | Canadá                                              | LockOn Valence Quiescence |                                                    |  |
| KatGames                                      | Zaragoza                                                             |                           | Espanha                                             | Mortimer and the Enchanted Castle Zulu Gems |                                                    |  |
| Keen Software House                           | Praga                                                                |                           | República Checa                                     | Miner Wars 2081 Space Engineers |                                                    |  |
| Klei Entertainment                            | Vancouver                                                            | British Columbia          | Canadá                                              | Eets Shank Shank 2 Mark of the Ninja Don't Starve Invisible, Inc. |                                                    |  |
| Kloonigames                                   |                                                                      |                           | Finlândia                                           | Crayon Physics Deluxe |                                                    |  |
| Krillbite                                     |                                                                      |                           | Noruega                                             | Among the Sleep |                                                    |  |
| Kunos Simulazioni                             | Vallelunga Circuit                                                   | Latium                    | Itália                                              | Assetto Corsa Ferrari Virtual Academy Trofeo Abarth 500 Marangoni Hillclimb Simulator netKar Pro                                                                                          |                                                    |  |
| Kyle Pulver                                   |                                                                      | Arizona                   | Estados Unidos                                      | Snapshot |                                                    |  |
| Kiro'o Games                                  | Yaounde                                                              |                           | Camarões                                            | Aurion: Legacy of the Kori-Odan |                                                    |  |
| Lab Zero Games                                | Los Angeles                                                          | Califórnia                | Estados Unidos                                      | Skullgirls (Encore and 2nd Encore) |                                                    |  |
| Lamina Studios                                |                                                                      |                           | Estados Unidos                                      | Dungeon Souls |                                                    |  |
| Laminar Research                              | Columbia                                                             | South Carolina            | Estados Unidos                                      | X-Plane |                                                    |  |
| Larva Game Studios                            | Guadalajara                                                          | Jalisco                   | México                                              | Lucha Libre AAA: Héroes del Ring Spirits of Spring Night Vigilante |                                                    |  |
| Lazy 8 Studios                                | São Francisco                                                        | Califórnia                | Estados Unidos                                      | Cogs BioShock Infinite: Industrial Revolution |                                                    |  |
| League of Geeks                               | Melbourne                                                            | Victoria                  | Austrália                                           | Armello |                                                    |  |
| Le Cartel Studio                              | Paris                                                                |                           | França                                              | Mother Russia Bleeds |                                                    |  |
| Lexaloffle                                    | Wellington                                                           |                           | Nova Zelândia                                       | Chocolate Castle Voxatron |                                                    |  |
| Lindsay Grace                                 | Washington, DC                                                       | District of Columbia      | Estados Unidos                                      | Big Huggin' Wait |                                                    |  |
| Little Green Men Games                        | Zagreb                                                               |                           | Croácia                                             | Starpoint Gemini Starpoint Gemini 2 |                                                    |  |
| Llamasoft                                     |                                                                      |                           | Reino Unido                                         | Space Giraffe Gridrunner Revolution |                                                    |  |
| Longbow Digital Arts                          | Toronto                                                              | Ontario                   | Canadá                                              | DX-Ball 2 Rival Ball Tread Marks |                                                    |  |
| Lukáš Navrátil Games                          | Znojmo                                                               |                           | República Checa                                     | Toby: The Secret Mine |                                                    |  |
| Mad Genius Software                           | Vancouver                                                            | British Columbia          | Canadá                                              | Gunmetal |                                                    |  |
| Madfinger Games                               | Brno                                                                 |                           | República Checa                                     | Shadowgun Dead Trigger |                                                    |  |
| MagicalTimeBean                               | Emeryville                                                           | Califórnia                | Estados Unidos                                      | Escape Goat Escape Goat 2 Soulcaster |                                                    |  |
| Mangled Eye Studios                           | Cleveland                                                            | Ohio                      | Estados Unidos                                      | Dark Salvation |                                                    |  |
| Mateusz Skutnik                               | Gdańsk                                                               |                           | Polônia                                             | Submachine Daymare Town |                                                    |  |
| Matt Kap                                      |                                                                      |                           |                                                     | Castle In The Darkness |                                                    |  |
| Maddy Thorson                                 | Vancouver                                                            | British Columbia          | Canadá                                              | TowerFall - TowerFall Ascension |                                                    |  |
| McMagic                                       |                                                                      |                           | República Checa                                     | Novus Inceptio |                                                    |  |
| Metanet Software                              | Toronto                                                              | Ontario                   | Canadá                                              | N N+ Robotology Office Yeti |                                                    |  |
| Messhof                                       | Los Angeles                                                          | Califórnia                | Estados Unidos                                      | Nidhogg |                                                    |  |
| Michael Todd Games                            | Toronto                                                              | Ontario                   | Canadá                                              | Electronic Super Joy |                                                    |  |
| mif2000                                       |                                                                      |                           | Russia                                              | Hamlet |                                                    |  |
| MidBoss                                       | São Francisco                                                        | Califórnia                | Estados Unidos                                      | Read Only Memories |                                                    |  |
| Mighty Rabbit Studios                         | Cary                                                                 | North Carolina            | Estados Unidos                                      | Saturday Morning RPG Breach & Clear Breach & Clear: Deadline Fat Chicken |                                                    |  |
| Mind Control Software                         |                                                                      |                           | Estados Unidos                                      | Oasis |                                                    |  |
| Mindstorm Studios                             | Laore                                                                |                           | Paquistão                                           | Cricket Revolution |                                                    |  |
| Mingle Games                                  | Praga                                                                |                           | República Checa                                     | Dark Lands |                                                    |  |
| MiniMega                                      | Victoria                                                             |                           | Australia                                           | Bonza |                                                    |  |
| Mode 7                                        |                                                                      |                           | Reino Unido                                         | Frozen Synapse |                                                    |  |
| Mojang                                        | Stockholm                                                            |                           | Suécia                                              | Minecraft Cobalt Scrolls |                                                    |  |
| Molleindustria                                | Turin                                                                |                           | Italy                                               | Faith Fighter Phone Story The Best Amendment |                                                    |  |
| Mommy's Best Games                            |                                                                      |                           | Estados Unidos                                      | Weapon of Choice |                                                    |  |
| Moonpod                                       | Sheffield                                                            | South Yorkshire           | Reino Unido                                         | Starscape Mr. Robot |                                                    |  |
| Moon Studios                                  | Viena                                                                |                           | Austria (with developers spread all over the world) | Ori and the Blind Forest |                                                    |  |
| Moppin                                        |                                                                      |                           | Japão                                               | Downwell |                                                    |  |
| Mossmouth                                     |                                                                      |                           |                                                     | Spelunky |                                                    |  |
| Mousechief                                    |                                                                      |                           | Estados Unidos                                      | The Witch's Yarn Dangerous High School Girls in Trouble! 7 Grand Steps |                                                    |  |
| Ndemic Creations                              | London                                                               |                           | Reino Unido (Inglaterra)                            | Plague Inc. |                                                    |  |
| NeocoreGames                                  | Budapest                                                             |                           | Hungria                                             | The Incredible Adventures of Van Helsing |                                                    |  |
| Nerlaska Studio                               | Vall de Uxó                                                          | Valencian Community       | Espanha                                             | Cosmic Tiles |                                                    |  |
| Nerial                                        |                                                                      |                           | Reino Unido (Inglaterra)                            | Reigns |                                                    |  |
| New Star Games                                |                                                                      |                           | Reino Unido                                         | New Star Soccer Super Laser Racer New Star GP |                                                    |  |
| Nicalis                                       | Santa Ana                                                            | Califórnia                | Estados Unidos                                      | NightSky Cave Story VVVVVV 1001 Spikes The Binding of Isaac: Rebirth |                                                    |  |
| Nifflas                                       | Uma                                                                  |                           | Suécia                                              | Knytt Knytt Stories Within a Deep Forest |                                                    |  |
| Nival Interactive                             | Moscou                                                               |                           | Russia                                              | Blitzkrieg Silent Storm |                                                    |  |
| Nigoro                                        |                                                                      |                           | Japão                                               | La-Mulana (remake) |                                                    |  |
| Number None, Inc.                             |                                                                      | Califórnia                | Estados Unidos                                      | Braid The Witness |                                                    |  |
| The Odd Gentlemen                             |                                                                      | Califórnia                | Estados Unidos                                      | The Misadventures of P.B. Winterbottom |                                                    |  |
| OmniSystems                                   |                                                                      | Kent                      | Reino Unido                                         | Eufloria |                                                    |  |
| On                                            |                                                                      |                           | Japão                                               | GROW series |                                                    |  |
| Owlchemy Labs                                 | Boston                                                               | Massachusetts             | Estados Unidos                                      | Snuggle Truck Jack Lumber AaaaaAAaaaAAAaaAAAAaAAAAA!!! for the Awesome |                                                    |  |
| Paganini Game Studio                          |                                                                      | Rio Grande Do Sul         | Brasil                                              | Modern Towers Twitch Dancers |                                                    |  |
| Parallax Studio                               | Nixa                                                                 | Missouri                  | Estados Unidos                                      | Darkstar: The Interactive Movie |                                                    |  |
| Pieces Interactive                            | Skövde                                                               |                           | Suécia                                              | Puzzlegeddon |                                                    |  |
| PigeoNation Inc.                              |                                                                      |                           | Japão                                               | Hatoful Boyfriend Hatoful Boyfriend: Holiday Star |                                                    |  |
| Pinokl Games                                  |                                                                      |                           | Ukraine                                             | Party Hard |                                                    |  |
| PixelJAM Games                                |                                                                      |                           | Estados Unidos                                      | Dino Run |                                                    |  |
| Playdead                                      | Copenhagen                                                           |                           | Denmark                                             | Limbo Inside |                                                    |  |
| Playtechtonics, Inc                           | Austin                                                               | Texas                     | Estados Unidos                                      | Starport: Galactic Empires |                                                    |  |
| Pocketwatch Games                             | San Diego                                                            | Califórnia                | Estados Unidos                                      | Wildlife Tycoon: Venture Africa Venture Arctic Monaco |                                                    |  |
| Polytron Corporation                          | Montreal                                                             |                           | Canadá                                              | Fez |                                                    |  |
| Puppy Games                                   | Notting Hill                                                         |                           | Reino Unido (Inglaterra)                            | Revenge of the Titans Titan Attacks Ultratron Droid Assault |                                                    |  |
| Positech Games                                |                                                                      |                           | Reino Unido                                         | Democracy Gratuitous Space Battles |                                                    |  |
| Private Moon Studios                          |                                                                      |                           | Hungria                                             | AGON series Yoomurjak's Ring |                                                    |  |
| Pronto Games                                  | Emeryville                                                           | Califórnia                | Estados Unidos                                      | The Destiny of Zorro Eye of the Beholder Nicktoons Winners Cup Racing Ten Pin Alley 2 Mortimer Beckett                                                                                    |                                                    |  |
| Prorattafactor                                |                                                                      | New Jersey                | Estados Unidos                                      | The Adventures of El Ballo |                                                    |  |
| Provox Games                                  | Zagreb                                                               |                           | Croácia                                             | Space Force: Rogue Universe Spaceforce: Captains |                                                    |  |
| PST Team                                      | Surabaya                                                             | East Java                 | Indonésia                                           | Sentou Gakuen Samurai Taisen |                                                    |  |
| Psyonix Studios                               | San Diego                                                            | Califórnia                | Estados Unidos                                      | Supersonic Acrobatic Rocket-Powered Battle-Cars ARC Squadron |                                                    |  |
| Punch Entertainment                           | Palo Alto                                                            | Califórnia                | Estados Unidos                                      | Reign of Swords EGO City Music Tycoon |                                                    |  |
| Q-Games                                       | Kyoto                                                                |                           | Japão                                               | Star Fox Command PixelJunk series |                                                    |  |
| QCF Design                                    | Cape Town                                                            |                           | África do Sul                                       | Desktop Dungeons |                                                    |  |
| Queasy Games                                  | Toronto                                                              | Ontario                   | Canadá                                              | Gate 88 Everyday Shooter |                                                    |  |
| Rake In Grass                                 | Praga                                                                |                           | República Checa                                     | Jets 'n' Guns Larva Mortus |                                                    |  |
| Rain Games                                    |                                                                      |                           | Norway                                              | Teslagrad |                                                    |  |
| realtech VR                                   | Montreal                                                             | Quebec                    | Canadá                                              | No Gravity: The Plague of Mind Iron Fist Boxing |                                                    |  |
| Re-logic                                      |                                                                      |                           | Estados Unidos                                      | Terraria |                                                    |  |
| Red Hook Studios                              |                                                                      |                           |                                                     | Darkest Dungeon |                                                    |  |
| Red Thread Games                              | Oslo                                                                 |                           | Norway                                              | Dreamfall Chapters |                                                    |  |
| Renegade Kid                                  | Austin                                                               | Texas                     | Estados Unidos                                      | Mutant Mudds |                                                    |  |
| Daniel Remar                                  |                                                                      |                           | Suécia                                              | Iji MURI |                                                    |  |
| Resurrection Ream                             |                                                                      |                           | República Checa                                     | Fallout 1.5: Resurrection |                                                    |  |
| Relentless Software                           | Brighton                                                             |                           | Reino Unido                                         | Buzz! Blue Toad Murder Files |                                                    |  |
| Renegade Kid                                  | Austin                                                               | Texas                     | Estados Unidos                                      | Dementium: The Ward Moon Dementium II |                                                    |  |
| Reverge Labs                                  | Marina del Rey                                                       | Califórnia                | Estados Unidos                                      | Skullgirls |                                                    |  |
| RocketOwl                                     | Ottawa                                                               | Ontario                   | Canadá                                              | GreenSpace |                                                    |  |
| Roll7                                         | London                                                               |                           | Reino Unido (Inglaterra)                            | OlliOlli OlliOlli2: Welcome to Olliwood Not A Hero |                                                    |  |
| Ronimo Games                                  | Utrecht                                                              |                           | Netherlands                                         | de Blob Swords & Soldiers Awesomenauts |                                                    |  |
| Rovio Entertainment                           | Espoo                                                                |                           | Finlândia                                           | Angry Birds |                                                    |  |
| S2 Games                                      | Rohnert Park                                                         | Califórnia                | Estados Unidos                                      | Savage: The Battle for Newerth Savage 2: A Tortured Soul Heroes of Newerth |                                                    |  |
| Saber Interactive                             | Millburn                                                             | New Jersey                | Estados Unidos                                      | Will Rock TimeShift |                                                    |  |
| Sandlot Games                                 | Bothell                                                              | Washington                | Estados Unidos                                      | Cake Mania |                                                    |  |
| Santa Cruz Games                              | Santa Cruz                                                           | Califórnia                | Estados Unidos                                      | Tomb Raider: Underworld Godzilla Unleashed: Double Smash |                                                    |  |
| Scientifically Proven                         | Detroit                                                              | Michigan                  | Estados Unidos                                      | Man vs. Wild Trashers Real Heroes: Firefighter Rock of the Dead |                                                    |  |
| Scott Cawthon                                 |                                                                      | Texas                     | Estados Unidos                                      | Five Nights at Freddy's |                                                    |  |
| Secret Exit                                   |                                                                      |                           | Finlândia                                           | Zen Bound |                                                    |  |
| Seed Studios                                  | Porto                                                                |                           | Portugal                                            | Under Siege |                                                    |  |
| Semi Secret Software                          | Austin                                                               | Texas                     | Estados Unidos                                      | Canabalt Gravity Hook SteamBirds |                                                    |  |
| Seed Studios                                  | Porto                                                                |                           | Portugal                                            | Under Siege Toy Shop Aquatic Tales Sudoku for Kids |                                                    |  |
| Shiver Games                                  | Helsinki                                                             |                           | Finlândia                                           | Lucius |                                                    |  |
| Shadow Planet Productions                     | Bellingham                                                           | Washington                | Estados Unidos                                      | Insanely Twisted Shadow Planet |                                                    |  |
| Sidhe                                         | Wellington                                                           |                           | New Zealand                                         | GripShift Shatter Rugby Challenge series Rugby League series (2003-2010) |                                                    |  |
| Sigma Team                                    |                                                                      |                           | Russia                                              | Alien Shooter |                                                    |  |
| Silicon Jelly                                 | Praga                                                                |                           | República Checa                                     | Mimpi |                                                    |  |
| Silver Creek Entertainment                    | Grants Pass                                                          | Oregon                    | Estados Unidos                                      | Soltrio Solitaire |                                                    |  |
| Ska Studios                                   | Marcy                                                                | New York                  | Estados Unidos                                      | Zombie Smashers series Survival Crisis Z Yuki's Vacation The Dishwasher: Dead Samurai I MAED A GAM3 W1TH Z0MB1ES 1NIT!!!1 The Dishwasher: Vampire Smile Charlie Murder Salt and Sanctuary |                                                    |  |
| Skygoblin                                     | Gothenburg                                                           |                           | Suécia                                              | The Journey Down |                                                    |  |
| Snowrunner                                    | Cambridge                                                            | Massachusetts             | Estados Unidos                                      | Soda Drinker Pro |                                                    |  |
| Soldak Entertainment                          | Dallas                                                               | Texas                     | Estados Unidos                                      | Depths of Peril Kivi's Underworld Din's Curse |                                                    |  |
| Source Studio                                 | St. John's                                                           | Newfoundland and Labrador | Canadá                                              | ProtoGalaxy |                                                    |  |
| Spiderweb Software                            | Seattle                                                              | Washington                | Estados Unidos                                      | Exile series Avernum series Geneforge series Nethergate |                                                    |  |
| SpikySnail Games                              |                                                                      |                           | Israel                                              | The Splatters |                                                    |  |
| Splash Damage                                 | London                                                               |                           | Reino Unido (Inglaterra)                            | Wolfenstein: Enemy Territory Enemy Territory: Quake Wars |                                                    |  |
| Spooky Squid Games                            | Toronto                                                              | Ontario                   | Canadá                                              | They Bleed Pixels |                                                    |  |
| Squad                                         | Cidade do México                                                     |                           | México                                              | Kerbal Space Program |                                                    |  |
| Stardock                                      | Plymouth                                                             | Michigan                  | Estados Unidos                                      | Galactic Civilizations series Elemental series The Political Machine series |                                                    |  |
| Stoic                                         | Austin                                                               | Texas                     | Estados Unidos                                      | The Banner Saga Trilogy |                                                    |  |
| Star Vault                                    | Malmö                                                                |                           | Suécia                                              | Mortal Online |                                                    |  |
| Storm Impact                                  | Glenview                                                             | Illinois                  | Estados Unidos                                      | TaskMaker MacSki Tomb of TaskMaker |                                                    |  |
| Studio Pixel                                  |                                                                      |                           | Japão                                               | Cave Story Ikachan Kero Blaster |                                                    |  |
| Stygian Software                              | Belgrade                                                             |                           | Serbia                                              | Underrail |                                                    |  |
| Subatomic Studios                             | Boston                                                               | Massachusetts             | Estados Unidos                                      | Fieldrunners |                                                    |  |
| Subset Games                                  | Shanghai                                                             |                           | China                                               | Faster Than Light |                                                    |  |
| Supergiant Games                              | San Jose                                                             | Califórnia                | Estados Unidos                                      | Bastion Transistor |                                                    |  |
| Superhot Team                                 | Łódź                                                                 |                           | Polônia                                             | Superhot |                                                    |  |
| SuperVillain Studios                          | Santa Ana                                                            | Califórnia                | Estados Unidos                                      | Dungeon Siege: Throne of Agony Order Up! |                                                    |  |
| Swing Swing Submarine                         | Montpellier                                                          |                           | França                                              | Blocks That Matter |                                                    |  |
| Tale of Tales                                 | Ghent                                                                |                           | Bélgica                                             | The Endless Forest The Graveyard The Path Fatale |                                                    |  |
| TaleWorlds                                    | Ankara                                                               |                           | Turquia                                             | Mount&Blade Mount&Blade: Warband Mount&Blade: With Fire & Sword |                                                    |  |
| Team Shanghai Alice                           | Ebina                                                                | Kanagawa                  | Japão                                               | Touhou Project |                                                    |  |
| Team Ok                                       |                                                                      |                           |                                                     | Chambara |                                                    |  |
| TeamTNT                                       |                                                                      |                           |                                                     | Reclamation Daedalus: Alien Defense |                                                    |  |
| Tendershoot                                   |                                                                      |                           | Estados Unidos                                      | Dropsy |                                                    |  |
| Telltale Games                                | San Rafael                                                           | Califórnia                | Estados Unidos                                      | Sam & Max episodic series The Walking Dead series Tales from the Borderlands The Wolf Among Us Game of Thrones Minecraft: Story Mode                                                      |                                                    |  |
| Terry Cavanagh                                | London                                                               |                           | Reino Unido                                         | VVVVV Super Hexagon |                                                    |  |
| Tomasz Wacławek                               |                                                                      |                           | Polônia                                             | Ronin |                                                    |  |
| thatgamecompany                               | Los Angeles                                                          | Califórnia                | Estados Unidos                                      | flOw Cloud Flower Journey |                                                    |  |
| TheorySpark                                   |                                                                      |                           | Estados Unidos                                      | President Forever 2008 + Primaries |                                                    |  |
| Three Rings Design                            | São Francisco                                                        | Califórnia                | Estados Unidos                                      | Yohoho! Puzzle Pirates Bang! Howdy Whirled |                                                    |  |
| Thunder Lotus Games                           | Montreal                                                             | Quebec                    | Canadá                                              | Jotun |                                                    |  |
| Thomas Happ Games                             |                                                                      |                           |                                                     | Axiom Verge |                                                    |  |
| Tiger Style                                   | Austin                                                               | Texas                     | Estados Unidos                                      | Waking Mars Spider: The Secret of Bryce Manor Spider: Rite of the Shrouded Moon |                                                    |  |
| tinyBuild Games                               | Bothell                                                              | Washington                | Estados Unidos                                      | No Time to Explain | Active as only a publisher                         |  |
| Terri Vellmann                                |                                                                      |                           | Brazil                                              | Heavy Bullets |                                                    |  |
| Toby Fox                                      | Boston                                                               | Massachusetts             | Estados Unidos                                      | Undertale |                                                    |  |
| Torpex Games                                  | Bellevue                                                             | Washington                | Estados Unidos                                      | Schizoid |                                                    |  |
| Tomorrow Corporation                          |                                                                      |                           | Estados Unidos                                      | Little Inferno |                                                    |  |
| Team Meat                                     | Hendersonville                                                       | North Carolina            | Estados Unidos                                      | Super Meat Boy |                                                    |  |
| Trade Games International                     |                                                                      |                           | Netherlands                                         | Miniconomy |                                                    |  |
| Trendy Entertainment                          | Gainesville                                                          | Florida                   | Estados Unidos                                      | Dungeon Defenders |                                                    |  |
| Tribetoy                                      |                                                                      |                           | Estados Unidos                                      | Chu's Dynasty |                                                    |  |
| Tribute Games                                 | Montreal                                                             | Quebec                    | Canadá                                              | Wizorb Mercenary Kings Curses 'N Chaos |                                                    |  |
| Trickster Arts                                | Brno                                                                 |                           | República Checa                                     | Hero of Many Hackers |                                                    |  |
| Twisted Pixel                                 | Austin                                                               | Texas                     | Estados Unidos                                      | The Maw 'Splosion Man Ms. Splosion Man |                                                    |  |
| Ty Taylor                                     |                                                                      |                           | Estados Unidos                                      | The Bridge |                                                    |  |
| Tyler Glaiel                                  | San Diego                                                            | Califórnia                | Estados Unidos                                      | Aether Closure |                                                    |  |
| Uber Entertainment                            | Kirkland                                                             | Washington                | Estados Unidos                                      | Planetary Annihilation Monday Night Combat Super Monday Night Combat |                                                    |  |
| Underground Pixel                             | Rochester                                                            | New York                  | Estados Unidos                                      | Holiday Havoc Pastry Panic Mansion Run |                                                    |  |
| Unreal Software                               | Koblenz                                                              |                           | Germany                                             | Stranded Stranded II |                                                    |  |
| Vectorpark                                    | Brooklyn                                                             | New York                  | Estados Unidos                                      | Windosill Feed the Head Metamorphabet |                                                    |  |
| Vagabond Dog                                  | Toronto                                                              | Ontario                   | Canadá                                              | Always Sometimes Monsters |                                                    |  |
| Ville Mönkkönen                               |                                                                      |                           | Finlândia                                           | Notrium Wazzal II |                                                    |  |
| Vblank Entertainment                          | Vancouver                                                            | British Columbia          | Canadá                                              | Retro City Rampage |                                                    |  |
| Vlambeer                                      | Utrecht                                                              |                           | Netherlands                                         | Super Crate Box Serious Sam: The Random Encounter Luftrausers Nuclear Throne |                                                    |  |
| VoxelStorm                                    | Manchester                                                           |                           | Reino Unido                                         | GolfXTRM Fractyr AdvertCity sphereFACE |                                                    |  |
| Wadjet Eye Games                              | New York City                                                        | New York                  | Estados Unidos                                      | The Shivah Blackwell series Gemini Rue Shardlight |                                                    |  |
| WayForward Technologies, Inc.                 | Valencia                                                             | Califórnia                | Estados Unidos                                      | Shantae series Contra 4 A Boy and His Blob Mighty Switch Force series Double Dragon Neon DuckTales Remastered                                                                             |                                                    |  |
| Wolfire Games                                 | Berkeley                                                             | Califórnia                | Estados Unidos                                      | Black Shades Lugaru: The Rabbit's Foot Overgrowth |                                                    |  |
| XII Games                                     |                                                                      |                           |                                                     | Resonance |                                                    |  |
| Xona Games                                    | Yarmouth                                                             | Nova Scotia               | Canadá                                              | Decimation X Decimation X2 Decimation X3 Score Rush Score Rush MP |                                                    |  |
| XMG Studio                                    | Toronto                                                              | Ontario                   | Canadá                                              | Drag Racer: Pro Tuner |                                                    |  |
| Yacht Club Games                              | Valencia, Califórnia                                                 | Califórnia                | Estados Unidos                                      | Shovel Knight | Founded by former Wayforward director Sean Velasco |  |
| Young Horses                                  | Chicago                                                              | Illinois                  | Estados Unidos                                      | Octodad Octodad: Dadliest Catch |                                                    |  |
| Zachary Barth                                 | Seattle                                                              | Washington                | Estados Unidos                                      | Infiniminer SpaceChem |                                                    |  |
| Zeenoh                                        | San Juan, Metro Manila                                               | Manila                    | Philippines                                         | Patintero Playtime Cuckoo Run Nightfall: Escape Nightfall: Eclipse |                                                    |  |
| ZGFstudio                                     | Zagreb                                                               |                           | Croácia                                             | Prof Tempora: 9/11 |                                                    |  |
| Zillion Whales                                | London                                                               |                           | Reino Unido                                         | Mushroom Wars series |                                                    |  |
| Zoë Quinn                                     | Boston                                                               | Massachusetts             | Estados Unidos                                      | Depression Quest |                                                    |  |
| Zoetrope Interactive                          | Istanbul                                                             |                           | Turquia                                             | Darkness Within Darkness Within: The Dark Lineage |                                                    |  |
| Zoink                                         | Gothenburg                                                           |                           | Suécia                                              | PlayStation All-Stars Island The Kore Gang |                                                    |  |
| Zoonami                                       | Cambridge                                                            | Inglaterra                | Reino Unido                                         | Zendoku Bonsai Barber |                                                    |  |
| ZootFly                                       | Ljubljana                                                            |                           | Eslovênia                                           | First Battalion |                                                    |  |